# Else Möckel

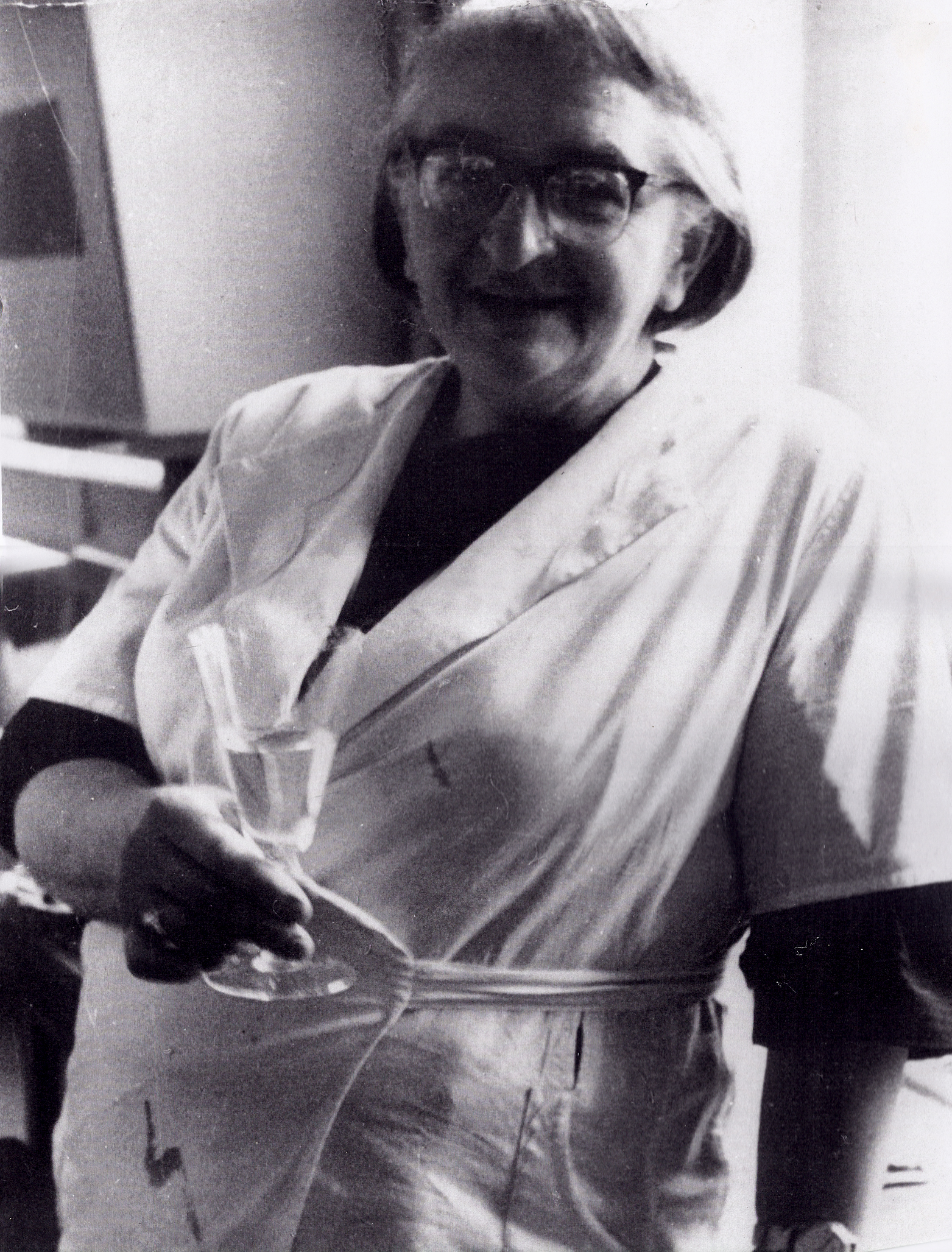
E. Möckel um 1955 in ihrem Atelier

Else Anna Helene Möckel (* 18. Dezember 1901 in Charlottenburg bei Berlin; † 1976 in Berlin) war eine deutsche Malerin und Porzellangestalterin.

## Leben
Else Möckel wurde 1901 in Charlottenburg als zweite Tochter des Geigenbauers Otto Möckel geboren. Zunächst in der väterlichen Geigenbauwerkstatt beschäftigt, studierte sie bei Ernst Böhm an den Vereinigten Staatsschulen für Freie und Angewandte Kunst in Berlin. 
Seit 1927 schuf sie – zunächst als Volontärin, später bis 1945 als entwerfende Künstlerin – für die Königliche Porzellan-Manufaktur KPM zahlreiche Porzellanmalereien in Zusammenarbeit mit den Porzellangestaltern Trude Petri, Siegmund Schütz und Gerhard Gollwitzer. Sie prägte maßgeblich die florale Porzellanmalerei der 1930er Jahre in Deutschland.
Darüber hinaus umfasst ihr Werk Pflanzenstudien, Zeichnungen, Aquarelle und Drucke.
Von ihr gestaltete Porzellane waren u. a. auf der Weltausstellung in Paris 1937 ausgestellt.

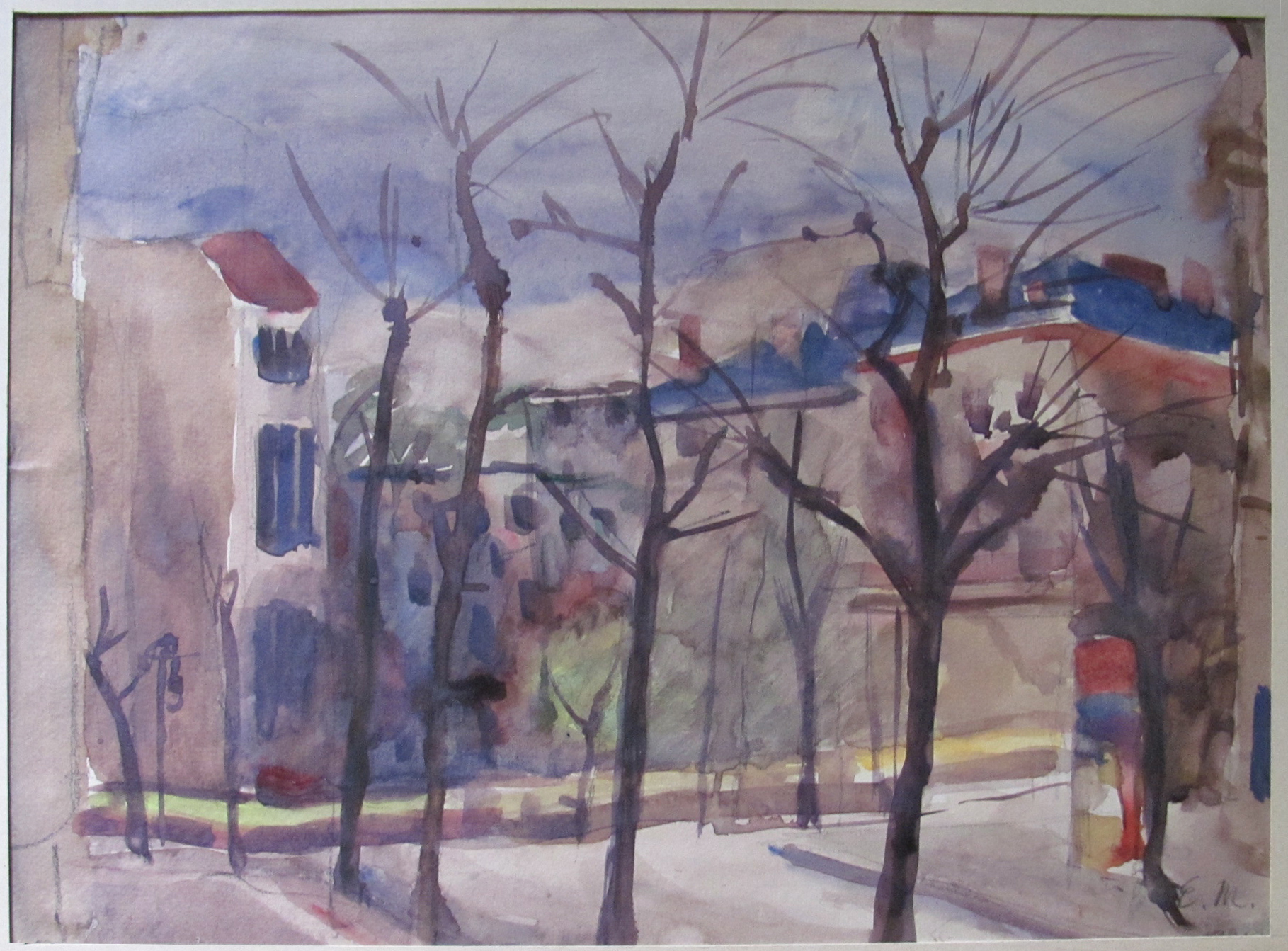
Straßenecke in Berlin, Aquarell, 1921
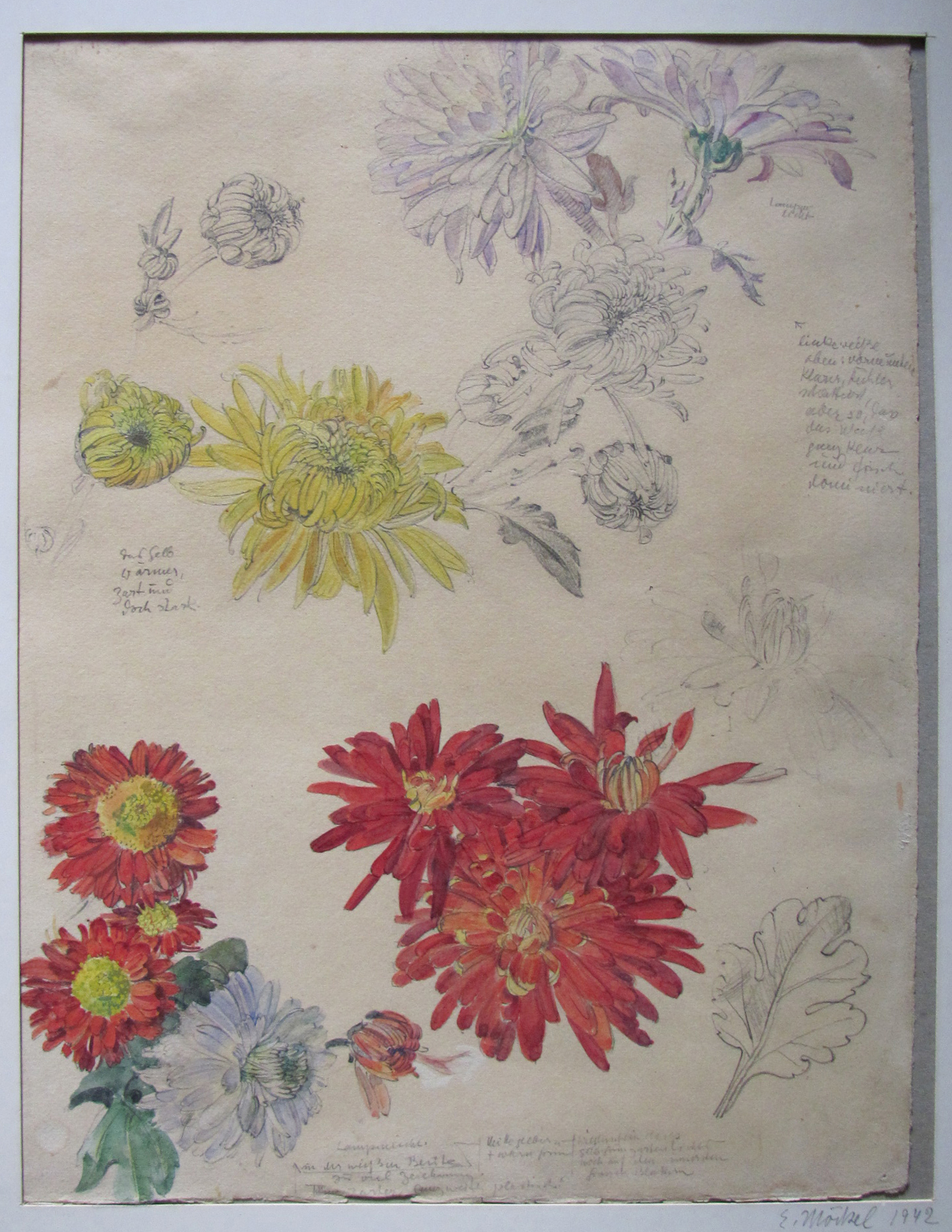
Pflanzenstudien, Bleistift und Aquarell, 1942
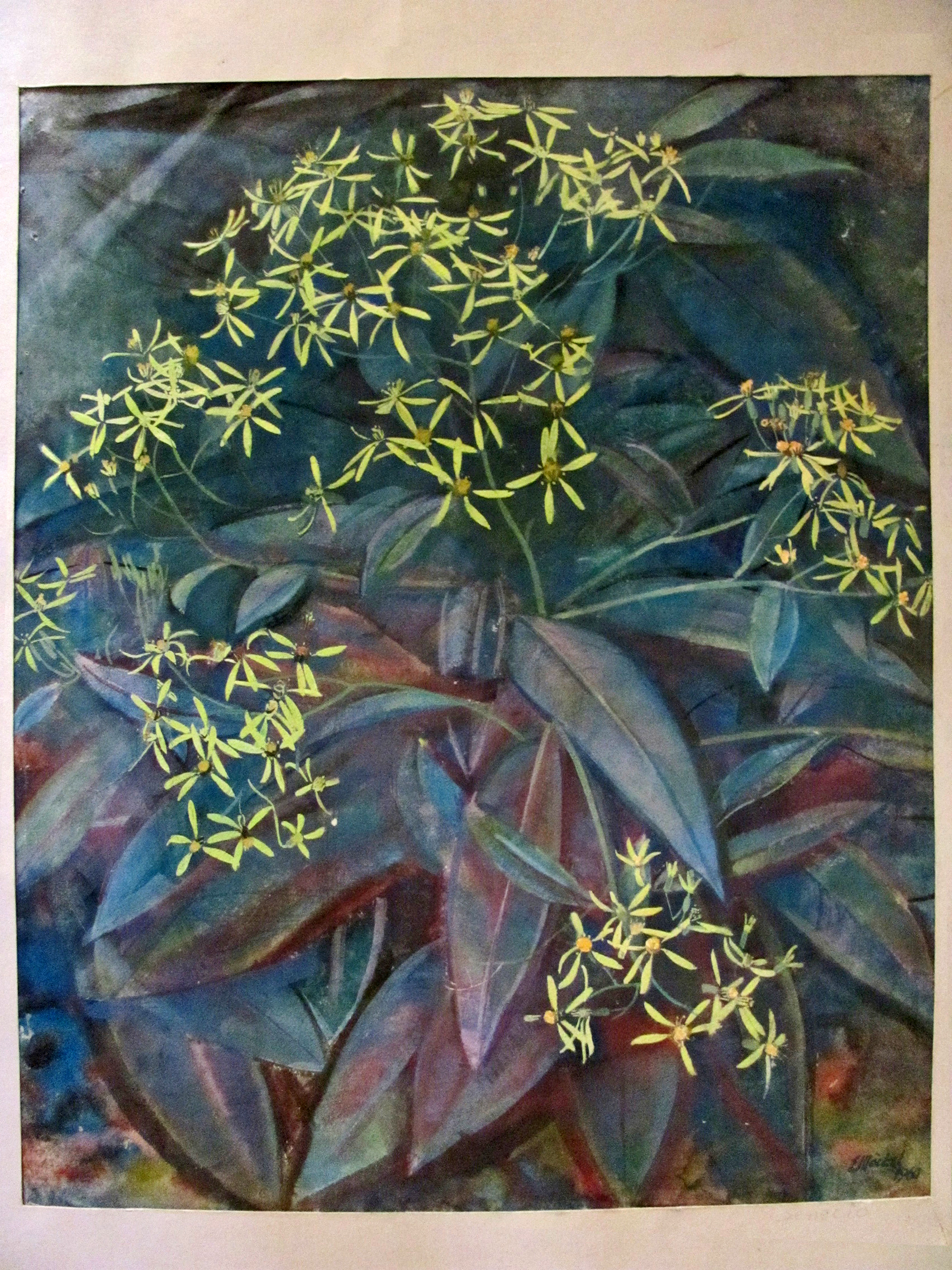
Pflanzenbild, 1960